# Willy Fruggel

Willy Fruggel

Otto Willy August Fruggel (* 7. November 1885 in Luggewiese, Kreis Lauenburg in Pommern; † 28. April 1957 in Bad Zwischenahn) war ein deutscher Politiker (NSDAP).

## Leben und Wirken
Nach dem Besuch der Stadtschule in Lauenburg in Pommern erlernte Fruggel von 1900 bis 1903 das Schlosserhandwerk. Von 1904 bis 1919 gehörte er der Kaiserlichen Marine an, aus der er als Oberdeckoffizier verabschiedet wurde.
Von 1919 bis 1927 war Fruggel in Großhandels- und Industriebetrieben tätig. 1928 erwarb er eine kleine Landwirtschaft in Sophienhof bei Lauenburg in Pommern, auf dem er mindestens bis zum Herbst 1933 als Bauer lebte.
Zum 1. September 1928 trat Fruggel der NSDAP bei (Mitgliedsnummer 97.475). Als Parteifunktionär übernahm er 1928 die Leitung der Orts- und Kreisgruppe der NSDAP in Lauenburg. Als Mitglied der SS, der er seit 1930 angehörte, fungierte Fruggel zu dieser Zeit als Führer der SS-Standarte 39.
Nach der nationalsozialistischen „Machtergreifung“ im Frühjahr 1933 wurde Fruggel zum Stadtverordnetenvorsteher von Lauenburg ernannt. Hauptberuflich war er seit Herbst 1933 als Arbeitsdienstführer tätig. Im November 1933 wurde er zudem Mitglied des Reichstags, in dem er knapp zwei Jahre lang den Wahlkreis 6 (Pommern) vertrat. 1936 wurde Fruggel „wegen fortgesetzter Untreue, wegen fortgesetzten Betrugs und wegen Betrugs in einem weiteren Falle“ zu zwei Jahren Gefängnis sowie zu einer Geldstrafe verurteilt. Er wurde als Arbeitsdienstführer entlassen und aus der NSDAP und der SS ausgeschlossen. Sein Reichstagsmandat wurde am 23. August 1935 für ungültig erklärt und am 29. August von Otto Wetzel übernommen.
Nach seiner Haftentlassung lebte Fruggel in Stettin. Seine Verurteilung durch die Partei wurde 1940 und 1942 zurückgenommen und Fruggel wieder unter seiner alten Mitgliedsnummer aufgenommen.